# Domènec Arquimbau
Domènec Arquimbau (Girona, 1760 - Sevilla, 26 de gener de 1829) fou un compositor català, mestre de capella de Tortosa, Torroella de Montgrí, Girona i Sevilla.

## Biografia

### Trajectoria musical

#### Inicis
El 1780 va oposar al Palau Reial Menor de Barcelona amb el seu Nunc dimittis a 8 veus amb instruments, que es troba a la Biblioteca de Catalunya, Fou mestre a la vila de Torroella de Montgrí (Girona) i a la Catedral de Tortosa (Tarragona) abans de prendre possessió del magisteri de la catedral de Girona, el 4 de juliol de 1785. De la seva meritòria tasca a la seu gironina en són bona prova les 35 obres, entre responsoris i motets, misses i ofertoris, antífones i salms, goigs, rosaris i nadales, generalment a 4 i 8 veus amb orquestra, que encara es conserven en aquell arxiu catedralici.
Cinc anys després, el 10 de setembre de 1790, va ser nomenat mestre de la catedral de Sevilla, vacant per jubilació de l'anterior titular, Antonio Ripa, per fer-se càrrec immediatament del seu ofici amb un salari de mil ducats i la “futura”, és a dir, amb dret a successió. Des de mesos enrere s'havien venut rebent a la catedral sevillana obres de música sol·licitades pel seu Cabildo als músics presumiblement més idonis per succeir Ripa.
El 23 de juliol de 1790 ja es coneixen tots els opositors a la plaça. Són, a més de Domingo Arquibau, els mestres de capella Melchor López (catedral de Santiago de Compostel·la), Bernardo Pérez Gutiérrez (catedral de Burgo d'Osma), Cándido José Rueano (Catedral d'Àvila), Manuel Carao (col·legial de Rubielos, Terol) i Juan Bueno, el mestre de siises sevillans. Va guanyar Arquibau per 33 vots davant d'11 que va obtenir J.Bueno i un vot de B. Pérez; el mestre de Sant Jaume s'havia retirat a l'agost abans d'iniciar-se els exercicis de l'oposició. Cinc anys més tard, al novembre de 1795, va morir Ripa i Domingo Arquibau es va fer càrrec de la seva ració de mestre.
Els 39 anys de servei com a mestre a la catedral sevillana constitueixen una de les èpoques més fecundes i intenses que ha conegut la catedral sevillana. A ell li va correspondre, el 1796, la direcció musical d'una cerimònia tan esplendorosa i brillant com va ser el casament de Carles IV amb Maria Lluïsa de Parma. El 1798 va aconseguir que l'orquestra, que tradicionalment tocava al cor alt al costat d'uns dels òrgans (emplaçament d'ocasionava no pocs problemes d'ordre tècnic i artístic denunciats ja anteriorment per altres mestres), se situarà en endavant al cor baix, davant el facistol.

#### Segle XIX / XX
El 1802 va obtenir que un o dos sisis fossin alliberats de la seva assistència diària al cor, per suplir amb ells la penúria de triples a la capella; almenys mentre durés la recerca de veus d'aquesta corda per tot el regne i fins i tot per Itàlia. El 1822 va confeccionar el primer dels plans d'austeritat que al llarg del s. XIX es van anar aplicant a la música catedralícia, quan la sagnia econòmica provocada per la Guerra del Francès no permetia mantenir el boato d'èpoques anteriors.
El 1802 va començar la seva salut a esquerdar-se seriosament i progressivament, cosa que li va impedir el normal compliment de les seves tasques catedralícies i el va obligar a prolongades absències de la ciutat per a tractament mèdic, però ell no va deixar d'escriure música per a la seva capella fins uns dies abans de la seva mort, quan va concloure la seva nadala Canten a Déu, a sol de contralt amb instruments, datat el 1829.
La seva producció musical, religiosa en la seva pràctica totalitat, i amb aquells tints italianitzants que impregnen la música espanyola d'aquesta època, es va estendre per gairebé tot Espanya i fins i tot per alguns països d'Hispanoamèrica, podent trobar-se obres del mestre Arquibau en arxius musicals de Barcelona(Biblioteca de Catalunya), Girona, Escorial, Santiago de Compostel·la, Palència, Màlaga, Còrdova, Granada i altres, així com a les catedrals de Santiago de Xile i de Sucre (Bolívia).
A la catedral de Sevilla estan inventariades unes 250 obres del mestre català, la majoria polifònic-vocals i tan sols unes quantes instrumentals, copiades algunes en llibres de facistol i la resta en partitures soltes i partixelles. Aquesta quantitat ingent de partitures i esborranys va ser llegada per l'autor a la catedral. En poder dels seus marmessors des del dia de la seva mort, van passar a l'arxiu capitular el dia 4 de febrer del 1829.
Si bé no tota la seva producció musical posseeix un extraordinari nivell artístic, almenys és inqüestionable l'interès global de la mateixa, com demostra el fet d'haver estat distingit el 1815 amb el títol de mestre compositor honorari de l'Acadèmia Filharmònica de Bolonya (Itàlia)) per la quantitat d'algunes de les seves composicions, i molt especialment per la Lamentació 1a del Dimecres Sant (segons es refereix al corresponent Llibre d'entrades de la catedral), i ho avala la seva enorme popularitat, que es prolonga durant tot el s. XIX. Simón de la Rosa, per exemple, va escriure el 1904 que les seves composicions musicals, "sempre noves, continuen alterant a les esglésies amb les dels més famosos mestres moderns".
És també S. de la Rosa qui assegura, a la seva obra sobre sisis sevillans, que Arquibau era "doctor en Música, graduat a Anglaterra". Sense obres fonts que ratifiquen ens dada ni motius raonables per posar en dubte l'asseveració de l'historiador sevillà, potser resulti significatiu que ell Cabildo catedralici fes col·locar sobre la seva tomba, el dia del seu enterrament, "el bonet amb borles verdes de doctor" com consta en aquest Llibre d'entrades.
El mestre Arquibau va tenir en el tenor Ambrosio Sanchís el substitut eficaç que li portava les càrregues de la direcció de la capella durant les llargues èpoques en què pels seus mals continus no ho podia fer ell personalment. Va obligar al seu torn A. Sanchís a "abstenir-se de tota feina" des del maig de 1828 per prescripció facultativa, el Cabildo va decidir convocar de nou a oposició la plaça de mestre, vacant per malaltia del seu titular. Encara es comptarà amb el mestre Arquiibau per presidir el tribunal corresponent, el 17 de novembre; però no va arribar a actuar. En morir el Cabildo, que havia corregut amb totes les despeses durant la seva última malaltia, li va concedir enterrament de mig racioner i el corresponent doble de campanes, que va tenir lloc l'endemà, després de nona.
Així mateix va concedir "mil reials d'almoina per una sola vegada" a les seves germanes Rosalía i Isidora Domínguez, ia les criades que van tenir cura del mestre durant els 38 anys de la seva estada a Sevilla. Les restes del mestre van rebre sepultura al cementiri de Sant Sebastià (Sevilla), i les seves honres fúnebres es van celebrar l'11 de febrer. La capella de música, per la seva banda, va organitzar altres honres fúnebres a l'església de San Francisco (avui casa consistorial), consistents en el cant de matins de difunts a la tarda del 19 de febrer, i una missa cantada l'endemà per la demà. D'aquesta manera feia palesa la seva admiració i afecte pel mestre.

## Obres catalogades
Se'n conserven dues obres a l'IFMUC:
- Missa per a 8 v i Orq en Sol M. Es conserva a l'Arxiu de la Catedral de Tarragona. Fons de la Catedral de Tarragona.
- Missa per a 4 v i Orq (Kyrie: Do M; Gloria, Credo, Sanctus i Agnus Dei: Sol M). Es conserva a l'Arxiu Comarcal de la Garrotxa. Fons de l'Església parroquial de Sant Esteve d'Olot.

Se'n conserven varies obres de la Catedral de Sevilla en la Gran enciclopedia de la música clàssica:
- Mises
  - Misa sobre el Pange lingua, 2 Co, insts, 1792
  - Misa en Re M, 2 Co, 1793
  - Misa en Fa M, 8V, insts, 1794
  - Misa y oficio de difuntos en Fa M, 2 Co, insts, 1794
  - Misa, 8V, insts, 1795
  - Misa en Re M, 8V, insts, 1795
  - Misa en Do m, 9V, ac, 1796
  - Misa en Sib M, 6V, insts, 1797
  - Misa sobre el Ave Maris Stella, 8V, insts, 1799
  - Misa en Mib M, 8V, insts, 1801
  - Misa en SolM, 6V, ac, 1802
  - Misa en Mib M, 6V, insts, 1803
  - Misa en Do M, 6V, ac.1806
  - Misa en Sib M, 7V, insts, 1808
  - Misa, 5V, ac, 1810
  - Misa sobre Himno de San Pedro, Mi m, 8V, ac, 1811
  - Misa en La M, 3 Co, insts, 1817
  - Misa, 7V, insts, 1817
  - Misa, 4V u 8V, insts
  - Misa, 2 Co, insts
  - Misa de facistol, del 4° tono, 4V, ac
  - Misa de facistol, del 1° tono
  - Misa de facistol, del 5° tono natural, 4V
  - Misa en Re M, 2 Co, insts
  - Misa pastoril, 5V, insts
- Himnes: 
  - Deus est ex substantia Patris, 1791
  - Lauda Sión, 2Co, 1791
  - Lauda Sión, 2Co, 1791
  - Te lucis ante terminum, 8V, insts, 1794
  - Salve Regina, 6V, insts,1794
  - Te Deum, 8V, insts, 1796
  - Te lucis ante terminum, 8V, insts, 1796
  - Tantum ergo, 4V, insts, 1802
  - Ave Maris Stella, 8V, 1803
  - Grates nefer Hispania, 5V, insts, 1811
  - Nec confragosa rupum, 5V, insts, 1811
  - Te Deum, 8V, insts, 1811
  - Apostolorum Vatibus, 5V, insts, 1812
  - Benedictus, 6V, insts, 1812
  - Memento rerum conditor, 8V, insts, 1812
  - Memento rerum conditor, 8V, insts, 1812
  - Pennas cucurrit fortiter, a 4V y 8V, 1812
  - Lava-cra puri gurgutis, 4V y 8V, insts, 1813
  - Lava-cra puri gurgutis, 4V y 8V, insts, 1813
  - Veni Creator, 4V, insts, 1814
  - lle promisit dubius, 2Co, insts, 1815
  - O Roma Felix, 3Co, insts, 1816
  - Audistis ut suavissimis (al Sagrado Corazón), 4V, 1817
  - Patri simulgue Filio, insts, 1817
  - Tu natum Dominum, 8V, insts, 1819
  - Truduntur rapidis saecula seculis, 4V, 1824
  - Huc custos gitur, 4V, 1827
  - Pange lingua, 4V
  - Te Deum, insts
  - Te Deum, insts
  - Te Deum, 3V órg
  - Salve Regina, 6V, insts
  - Salve Regina, 8V, insts
- Lamentacions:
  - Miércoles Santo, V, insts
  - Jueves Santo, insts
  - Viernes Santo, insts
- Magnificats:
  - Magnificat, 7V, insts, 1793
  - Magnificat en Fa#m, 5V, insts,1794
  - Magnificat del 1° tono, bn oblig o vc, 7V
  - Magnificat del 4° tono, 7V, bn oblig, 1803
  - Magnificat del 5° tono, 6V, bn oblig
  - Magnificat en Sol M, 6V, bn
  - Magnificat en Re m, 2Co, insts, 1804
  - Magnificat en La m, insts
  - Magnificat en Fa M, 6V, insts
  - Magnificat en Sol M, 6V, insts, 1806
  - Magnificat en Sib M, 4V, insts, 1812
  - Magnificat en Sol M, 5V, insts, 1820
  - Magnificat en Do M, 8V, insts, 1827
  - Magnificat en Sib M, insts
- Motets
  - Misericordias Domini, 6V, ac, 1791
  - Duo Seraphim, 7V, ac, 1793
  - Ascendens Christus, 6V, insts, 1794
  - Domine Dominus noster, 6V, ac, 1794
  - Sit laus plena, 4V. ac. 1795
  - O Salutaris, 4V, insts, 1796
  - Te invocamus, 8V, insts, 1798
  - Bone Pastor, 4V, ac, 1799
  - O Salutaris, 4V. insts, 1801
  - Lauda Sion, en Si m, 4V, ac, 1805
  - Lauda Sion, 4V, ac, 1806
  - Lauda Sion, en Sib M, 4V, ac, 1806
  - O Pretiosum, en La M, 4V, ac, 1806
  - O Sacrum Convivium, 4V, insts, 1806
  - Sit laus plena, 4V, ac, 1806
  - Sit laus plena, 4V, ac, 1806
  - Hoc est Corpus Meum, 4V, insts, 1808
  - Milites induunt Jesum, dúo, insts, 1811, A y T
  - Adjuva nos, 4V, ac, 1812
  - Bone Pastor, en Sib M, 3V, ac
  - Bone Pastor, 4V, fg
  - O Memoriale, 4V, ac
  - Qui manducat, 4V, ac
  - Sacra spirat infantia, a solo B, ac
  - Stella quam viderant, 2Co, insts
  - Surrexit, 4V
  - Verbum caro, 3V, ac.
- Responsoris
  - Cum complerentur, 8V, insts, 1793
  - Ego ex ore, Transite ad me, etc., VV, insts, 1793
  - Quem vidistis, pastores, 3Co, insts, 1793
  - Qui man ducat, 8V, insts, 1789
  - Tristis est anima mea, 4V, insts, 1811
- Salms
  - Dixit Dominus, 8V, insts, 1791
  - Miserere, 3Co, insts, 1791
  - Laetatus sum, en La M, 4V, insts, 1791
  - Defecit in Salutare Tuum, en 8° tono, 8V, insts, 1792
  - Deus in Nomine Tuo, 8V, insts, 1792
  - Retribue, 8V, insts, 1792
  - Bonitatem fecisti, 3Co, insts, 1793
  - Laudate Dominum, del 1 tono, 3V, insts, 1793
  - Legem pone mihi, 3Co, insts, 1793
  - Miserere, 3Co, insts, 1793
  - Cum invocarem, 8V, insts, 1794
  - Dixit Dominus, 7V, insts, 1794
  - Dixit Dominus, 5V, insts, 1794
  - Laudate Dominum, 3Co, insts, 1794
  - Qui habitat, en Mi M, 8V, insts, 1794
  - Beatus vir, 5V, insts, 1795
  - Dixit Dominus, 6V. insts, 1795
  - Iniquos odio habui, 3Co, insts, 1795
  - Miserere, 3Co, insts, 1795
  - Miserere, 3Co, insts, 1797
  - Miserere, 4V y 8V, insts, 1797
  - Miserere, 3Co, insts, 1799
  - Laudate Dominum, 2V, 1800
  - Credidi, 4V, insts, 1801
  - Laetatus sum, 8V, insts, 1801
  - Miserere, 3Co, insts, 1802
  - Dixit Dominus, del 2° tono, 6V, insts, 1803
  - Miserere, 3Co, insts, 1804
  - Laudate Dominum, 3V, insts, 1806
  - Miserere, 3Co, insts, 1807
  - Beatus vir, 5V, insts, 1810
  - Miserere, 3Co, insts, 1813-14
  - Lauda Jerusalem, 5V, insts, 1815
  - Miserere, 3Co, insts, 1816
  - Miserere, 3Co, insts, 1816
  - De Profundis, 3Co, insts, 1817
  - Dixit Dominus, 6V, insts, 1817
  - Ecce enim, V; Exaltabo Te, 4V o 3Co, insts, 1817
  - Lauda Jerusalem, 4V y 8V, insts, 1818
  - Dixit Dominus, 6V, insts, 1820
  - Dixit Dominus, 5V, insts, 1820
  - Miserere, 3Co, insts, 1820
  - Beatus vir, 8V, insts
  - Beatus vir, 5V, insts
  - Beatus vir, 6V, insts
  - Dixit Dominus, 6V, insts
  - Dixit Dominus, 8V, insts
  - Dixit Dominus, 8V, insts
  - Dixit Dominus, 2Co, insts
  - Laetatus sum, 4V, insts
  - Lauda Jerusalem, 8V, insts
- Altres obres en llatí:
  - Quam pium, 7V, insts, 1790
  - Cantate Dominum, en La M, 4V, insts, 1791
  - Sancta Maria, 2Co insts, 1791
  - Tota pulchra, 4V, insts, 1791;
  - Dispersit dedit pauperibus, 5V, ac, 1792
  - O beatum par, 6V, ac, 1792
  - Tu gloria Jerusalem, 4V, insts, 1792
  - Inter natos mulierum, 5V, insts, 1793
  - O beate Laurene, 6V, ac, 1793
  - Salve Sancte Pater Francisce, en La M, 5V, ac, 1793
  - Maria unxit pedes Jesu, 5V, ac, 1794
  - Nunc Dimittis, 2Co, insts, 1794
  - Sancte Paule, 6V, insts, 1794
  - Statuerunt duos viros, 10V, ac, 1794
  - Tu es pastor ovium, 5V, ac, 1794
  - Alabado, 3Co, insts, 1795
  - Cum esset desponsata, 6V, insts, 1796
  - Elegit eos Dominus, 8V, insts, 1796
  - Filiae Jerusalem, 6V, ac, 1796
  - Filiae Jerusalem, 8V, ac, 1796
  - Gloriosum, dúo, insts, 1796
  - Sancte Ferdinande, 8V, insts, 1796
  - Tanto tempore, 3V, ac, 1796
  - Amavit eum Dominus, 8V, insts, 1797
  - Beatus Didacus, 5V, ac, 1797
  - Iste Sanctus, 6V, ac, 1797
  - Stetit Angelus, 6V, ac, 1798
  - Virtute Magna, 6V, ac, 1799
  - Stephanus autem, 6V, ac, 1799
  - Dedit nobis Dominus, 5V, ac, 1800
  - Tota pulchra, 3V, insts, 1801
  - Alabado, 3Co, insts, 1801
  - Ave Maria, 6V, ac, 1802
  - Iste est, 6V, insts, 1802
  - O quam suavis es, 6V, ac, 1803
  - Veni sponsa Christi, dúo, ac, 1805
  - Assumpta est, 5V, ac, 1806
  - Benedicta Tu, 4V, insts, 1806
  - Tota pulchra, 2Co, insts, 1807
  - Quam pulchra, 3V, insts, 1810
  - Vincentius Hispaniae decus, 6V, ac, 1827
  - Alabado, 4V, insts
  - Alabado, 4V y 8V, insts
  - Alleluia. Post partum, 4V
  - Alleluia. Virgo Jesse, 4V
  - Ave Maria, 4V
  - Ave Virgo Sanctissima, 4V, ac
  - Conceptio Tua, 4V, fg
  - Dulcissima Maria, 4V, ac
  - Exaltata es, 4V, ac
  - Gaude Maria Virgo, 4V
  - Iste Sanctus, dúo, insts
  - Letania, 4V
  - Noctes sub specubus, 4V, insts
  - O sidus O decus, 2V, ac
  - Quam pulchra, 4V y 8V, insts
  - Sancta Maria, 4V, ac
  - Tota pulchra, 4V, fg
  - Vos qui secuti estis me, 6V, ac
- Nadales:
  - Cantena Dios, solo, C, insts, 1829
  - Infante Gedeon, solo, B, insts
  - Por el premio, solo, Ti, insts
  - Venid, venid, pastores, solo, Cy Co
- Obres instrumentals:
  - Cuatro tocatas, ob, tp, fg, vc, cb, 1810
  - Tocatita en Fa M, vn, tp, ve y b
  - Tocatita, vn, ob, fg, tp, vc, b